# Acer crassum
Acer crassum är en kinesträdsväxtart som beskrevs av Hu & Cheng. Acer crassum ingår i släktet lönnar, och familjen kinesträdsväxter. Inga underarter finns listade i Catalogue of Life.